# 中村惠子
中村惠子（日语：中村 恵子，1979年8月16日—），日本女性配音員、演員。出身於岡山縣。身高163cm。O型血。

## 人物簡介
以前經歷Yellow-Tail、劇團BQMAP、TAB Production。
為人熟悉及代表的配音作品為動畫《我愛美樂蒂》系烈的小熊、遊戲《出擊!! 少女們的戰爭2 ～天翔衝擊之絆～》的龜梨琥珀、神崎真雪。
興趣是寵物飼養。特長為音樂入耳。

## 演出作品

### 電視動畫
2001年
- 烏龍派出所

2004年
- 烏龍派出所（女孩子、女性、辣妹）

2005年
- 光速蒙面俠21（紺上勝子）
- 我愛美樂蒂（小熊、桃山老師、小鎮女孩、冴羽詩織、葉子媽媽、審査委員）
- 銀芽傳說WEED（日语：銀牙伝説WEED）（四國犬涼）
- 蟲師（村子女性、女子）

2006年
- 我愛美樂蒂：轉轉旋律魔法牌（小熊、桃山老師、明日香 等）

2008年
- 我愛美樂蒂：Kirara★（小熊）

### 遊戲
2009年
- 鍛人 黑翼之章（日语：カヌチ 黒き翼の章）
- DEATH CONNECTION（クラウディア）

2011年
- 出擊!! 少女們的戰爭2 ～天翔衝擊之絆～（日语：出撃!! 乙女たちの戦場2〜天翔ける衝撃の絆〜）（龜梨琥珀、神崎真雪）

2013年
- 極限凸騎 怪物卡片對決（日语：限界凸騎 モンスターモンピース）（[2]）

### 電視劇
2004年
- X'smap ～獅與虎與五個男人～（日语：X'smap〜虎とライオンと五人の男〜）

### 電影
2006年
- 令人討厭的松子的一生

## 外部連結
- Yellow-Tail所屬期間的聲優簡介 （日語）（2007年9月27日的檔案館）